# Gorybia apatheia
Gorybia apatheia là một loài bọ cánh cứng trong họ Cerambycidae.